# مارك روبرتس (فنان أداء)
مارك روبرتس (بالإنجليزية: Mark Roberts)‏ هو فنان أداء بريطاني، ولد في 12 ديسمبر 1964 في ليفربول في المملكة المتحدة.

## وصلات خارجية
- مارك روبرتس على موقع IMDb (الإنجليزية)
- مارك روبرتس على موقع إن إن دي بي (الإنجليزية)